# LI Festival Internacional de Cinema Fantàstic de Catalunya
La LI edició del Sitges Festival Internacional de Cinema de Catalunya (abans, Festival Internacional de Cinema Fantàstic de Sitges) es va organitzar del 4 al 14 d'octubre de 2018 dirigida per Àngel Sala. Al cartell de l'edició hi apareixia un monòlit que volia ser un homenatge al 50è aniversari de 2001: una odissea de l'espai, de la que es va projectar una versió restaurada en 4k. S'hi van projectar 250 pel·lícules, 33 d'elles a la secció oficial. Alhora, el director John Carpenter va oferir un concert amb les bandes sonores de les seves obres.
El certamen fou inaugurat amb Suspiria de Luca Guadagnino, inspirada en la pel·lícula d'igual títol de Dario Argento, es va entregar el Gran Premi Honorífic a Tilda Swinton i el premi Màquina del Temps a Pam Grier i Ron Perlman.

## Pel·lícules projectades

### Secció oficial Fantàstic
- Animal d'Armando Bó Jr
- Apostle de Gareth Huw Evans
- Assassination Nation de Sam Levinson
- Aterrados de Demián Rugna
- Au poste ! de Quentin Dupieux
- Burning de Lee Chang-dong
- Climax de Gaspar Noé
- Diamantino de Gabriel Abrantes i Daniel Schmidt
- Fuga d'Agnieszka Smoczyńska
- Ghostland de Pascal Laugier
- I Think We're Alone Now de Reed Morano
- Inuyashiki de Shinsuke Sato
- Els casos del Departament Q: Expedient 64 de Christoffer Boe
- The Vanishing de Kristoffer Nyholm
- Killing de Shinya Tsukamoto
- L'heure de la sortie de Sébastien Marnier
- Lazzaro felice d'Alice Rohrwacher
- Nancy de Christina Choe
- Lord of Chaos de Jonas Åkerlund
- Mandy de Panos Cosmatos
- Morto Não Fala de Dennison Ramalho
- Muere, monstruo, muere d'Alejandro Fadel
- Piercing de Nicolas Pesce
- Pig de Mani Haghighi
- Siete cabezas de Jaime Osorio Márquez
- Summer of 84 de François Simard, Anouk Whissell i Yoann-Karl Whissell
- Den blomstertid nu kommer de Crazy Pictures
- Tous les dieux du ciel de Quarxx
- Tumbbad de Rahi Anil Barve i Adesh Prasad
- Un couteau dans le cœur de Yann Gonzalez
- Under the Silver Lake de David Robert Mitchell
- Upgrade de Leigh Whannell

### Fora de concurs
- The House That Jack Built de Lars von Trier, Claire Denis
- High Life de Claire Denis i Peter Strickland[5]
- In Fabric de Peter Strickland
- Superlópez de Javier Ruiz Caldera

### Seven Chances
- Dream Demon (1988) de Harley Cokeliss
- Wolfman's Got Nards (2018) d'Andre Gower
- Spirits of the Air, Gremlins of the Clouds d'Alex Proyas

### Sitges Clàssics
- The Truman Show (1998) de Peter Weir
- Ilsa, the Tigress of Siberia (1977) de Jean Lafleur
- Jackie Brown (1997) de Quentin Tarantino
- Jack Taylor, testigo del fantástico (2018) de Diego López
- Maníac (1980) de William Lustig
- Martyrs (2008) de Pascal Laugier

## Jurat
El jurat oficial estava format per Carolina Bang, Piers Bizony, Anaïs Emery, Fernando Navarro i John Ajvide Lindqvist.

## Premis
Els premis d'aquesta edició foren:
| Categoria                                                            | Premiat                                                            | Treball                                                  |
| -------------------------------------------------------------------- | ------------------------------------------------------------------ | -------------------------------------------------------- |
| Premi al millor director                                             | Panos Cosmatos                                                     | Mandy                                                    |
| Premi a la millor pel·lícula                                         | Climax                                                             | Gaspar Noé                                               |
| Premi a la millor actriu Patrocinat per Mistinguett                  | Andrea Riseborough                                                 | Nancy                                                    |
| Premi al millor actor                                                | Hassan Majooni                                                     | Pig                                                      |
| Premi al millor guió patrocinat per CaixaBank/Obra Social ‘la Caixa’ | Quentin Dupieux                                                    | Au poste !                                               |
| Premi a la millor fotografia                                         | Pankaj Kumar                                                       | Tumbbad                                                  |
| Premi a la millor banda sonora                                       | Chu Ishikawa                                                       | Killing                                                  |
| Premi als millors efectes especials patrocinat per Slate             | Atsushi Doi                                                        | Inuyashiki                                               |
| Premi al millor Curtmetratge patrocinat per Fotogramas               | Joshua Long                                                        | Post Morten Mary                                         |
| Premi Especial del Jurat                                             | Lazzaro felice                                                     | Alice Rohrwacher                                         |
| Gran Premi del Públic Patrocinat per la Vanguardia                   | Upgrade                                                            | Leigh Whannell                                           |
| Premi Panorama Fantàstic                                             | Mulgoe                                                             | Heo Jong-ho                                              |
| Premi Panorama Documenta                                             | Goodbye Ringo                                                      | Pere Marzo Font                                          |
| Premi Focus Àsia                                                     | Tumbbad                                                            | Rahi Anil Barve i Adesh Prasad                           |
| Premi Focus Àsia Menció especial                                     | Sebelum Iblis Menjemput                                            | Timo Tjahjanto                                           |
| Premi Noves Visions Millor pel·lícula                                | Desenterrando Sad Hill                                             | Guillermo de Oliveira                                    |
| Premi Noves Visions Millor director                                  | Philip Gröning                                                     | Mein Bruder heißt Robert und ist ein Idiot               |
| Premi Noves Visions Menció especial                                  | Domestik                                                           | Adam Sedlák                                              |
| Premi Noves Visions Menció especial                                  | Chernóbyl, 1986                                                    | Toni Comas                                               |
| Premi Noves Visions Menció millor actriu                             | Jessie Buckley                                                     | Beast                                                    |
| Premi Noves Visions. Petit format                                    | Deer Boy                                                           | Katarzyna Gondek                                         |
| Premi Òrbita Fantàstic                                               | American Animals                                                   | Bart Layton                                              |
| Premi Òrbita Fantàstic Menció especial                               | Fleuve noir                                                        | Érick Zonca                                              |
| Premi Fantàstic Discovery                                            | Maquia: When the Promised Flower Blooms                            | Mari Okada                                               |
| Premi Carnet Jove a la millor pel·lícula                             | Lazzaro felice                                                     | Alice Rohrwacher                                         |
| Premi Midnight X-Treme                                               | Sebelum Iblis Menjemput                                            | Timo Tjahjanto                                           |
| Premi Anima't Millor pel·lícula d'animació                           | La Mirai, la meva germana petita                                   | Mamoru Hosoda                                            |
| Premi Anima't Menció especial pel·lícula d'animació                  | Tito e os pássaros                                                 | Gustavo Steimberg, Gabriel Bitar, André Catoto           |
| Premi Anima't Millor curtmetratge d'animació                         | The Wheel Turns                                                    | Sang Joon Kim                                            |
| Premi Anima't Menció especial curtmetratge d'animació                | Untravel                                                           | Ana Nedljkovi Nikola Majdak Jr                           |
| Premi Blood Window                                                   | Muere, monstruo, muere                                             | Alejandro Fadel                                          |
| Premi Méliès d'argent al millor llargmetratge                        | Fuga                                                               | Agnieszka Smoczyńska                                     |
| Premi Méliès d'argent al millor curtmetratge                         | The Death of Don Quixote                                           | Miguel Faus                                              |
| Premi Brigadoon al curtmetratge                                      | Baghead                                                            | Alberto Corredor                                         |
| Samsung Sitges Cocoon Millor pel·lícula en R.V.                      | Deerbrook                                                          | Grayson Moore, Aidan Shipley, John Riera, Connor Illsley |
| Premi SGAE Nova Autoria Millor direcció                              | Gemma Blasco                                                       | Jauría                                                   |
| Premi SGAE Nova Autoria Millor guió                                  | Aleix Abulí                                                        | Ciutat i selva                                           |
| Premi SGAE Nova Autoria Millor música original                       | Natasha Arizu                                                      | Dot                                                      |
| Premi de la Crítica José Luis Guarner                                | Lazzaro felice                                                     | Alice Rohrwacher                                         |
| Premi Ciutadà Kane a la direcció revelació                           | Adam Sedlák                                                        | Domestik                                                 |
| Premi Ciutadà Kane a la direcció revelació                           | Under the Silver Lake                                              | David Robert Mitchell                                    |
| Premi Nosferatu                                                      | Helga Liné                                                         |                                                          |
| Premi Maria honorífica                                               | Traci Lords                                                        |                                                          |
| Gran Premi Honorífic                                                 | Tilda Swinton Nicolas Cage Ed Harris M. Night Shyamalan Peter Weir |                                                          |
| Premi Màquina del Temps                                              | Ron Perlman Pam Grier Josie Ho                                     |                                                          |